# Ібраїмов Мемет Ібраїмович
Мемет Ібраїмович Ібраїмов (нар. 1907,  тепер Автономна Республіка Крим — ?) — радянський діяч, голова Ради народних комісарів Кримської АРСР. Депутат Верховної Ради СРСР 1-го скликання.

## Біографія
Член ВКП(б) з 1929 року.
У 1937 — 5 квітня 1942 року — голова Ради народних комісарів Кримської АРСР.
Незабаром після початку німецько-радянської війни був евакуйований на Кавказ.
Подальша доля невідома.